# Leesburg (Virginie)
Pour les articles homonymes, voir Leesburg.
La ville de Leesburg est le siège du comté de Loudoun, dans l’État de Virginie, aux États-Unis. Sa population s’élevait à 42 616 habitants lors du recensement de 2010, estimée à 54 215 habitants en 2017.

## Galerie photographique

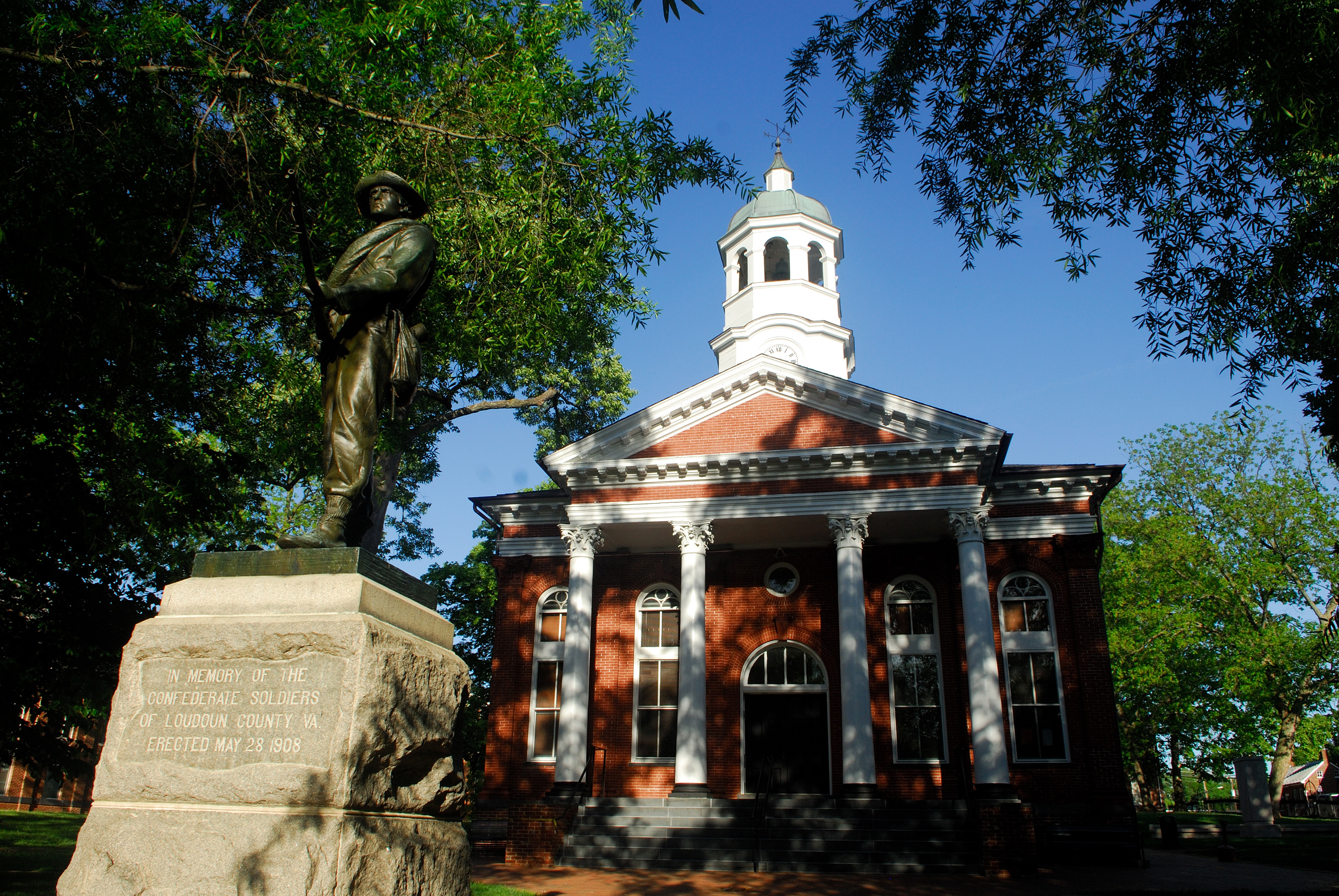
La cour de justice du comté.
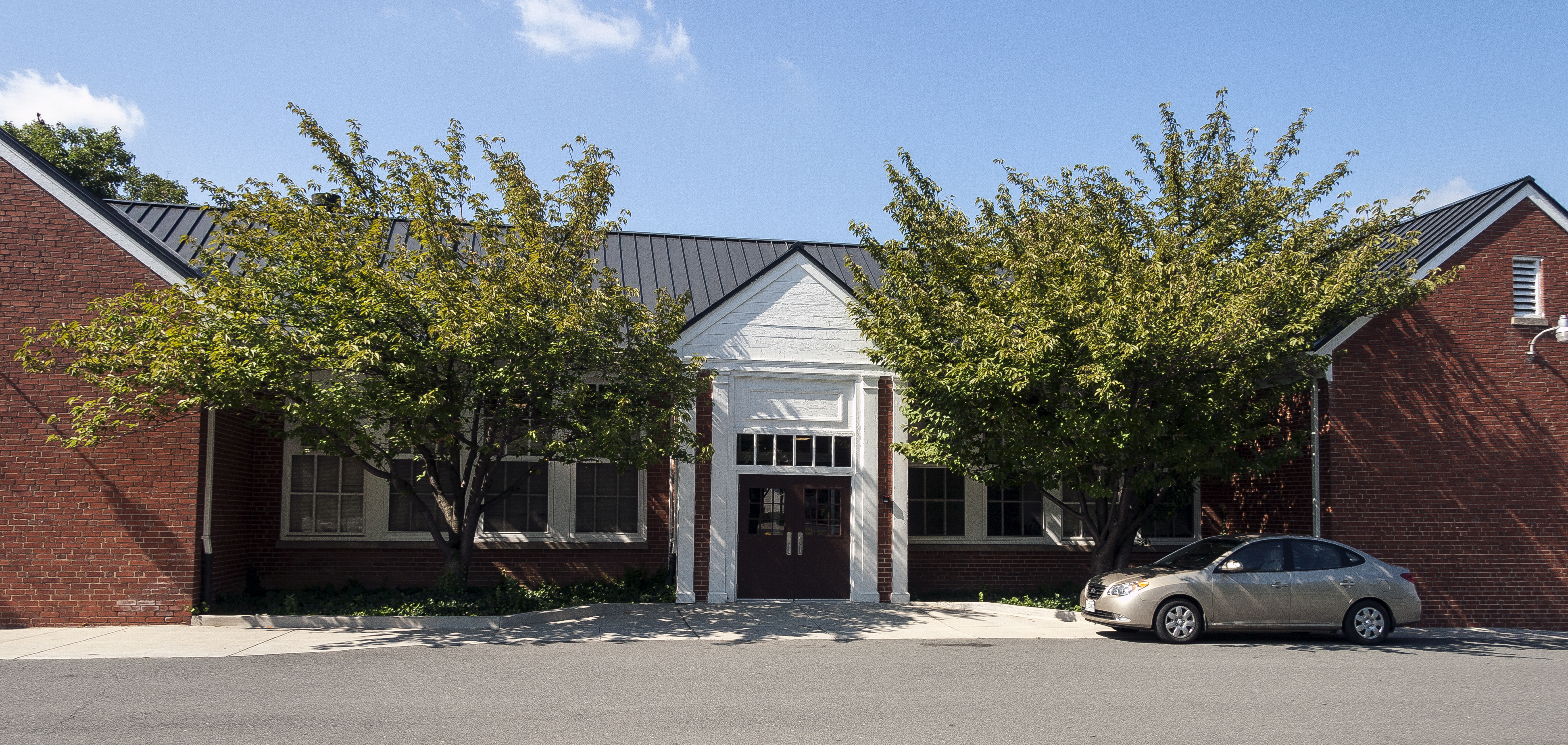
Douglass High School.
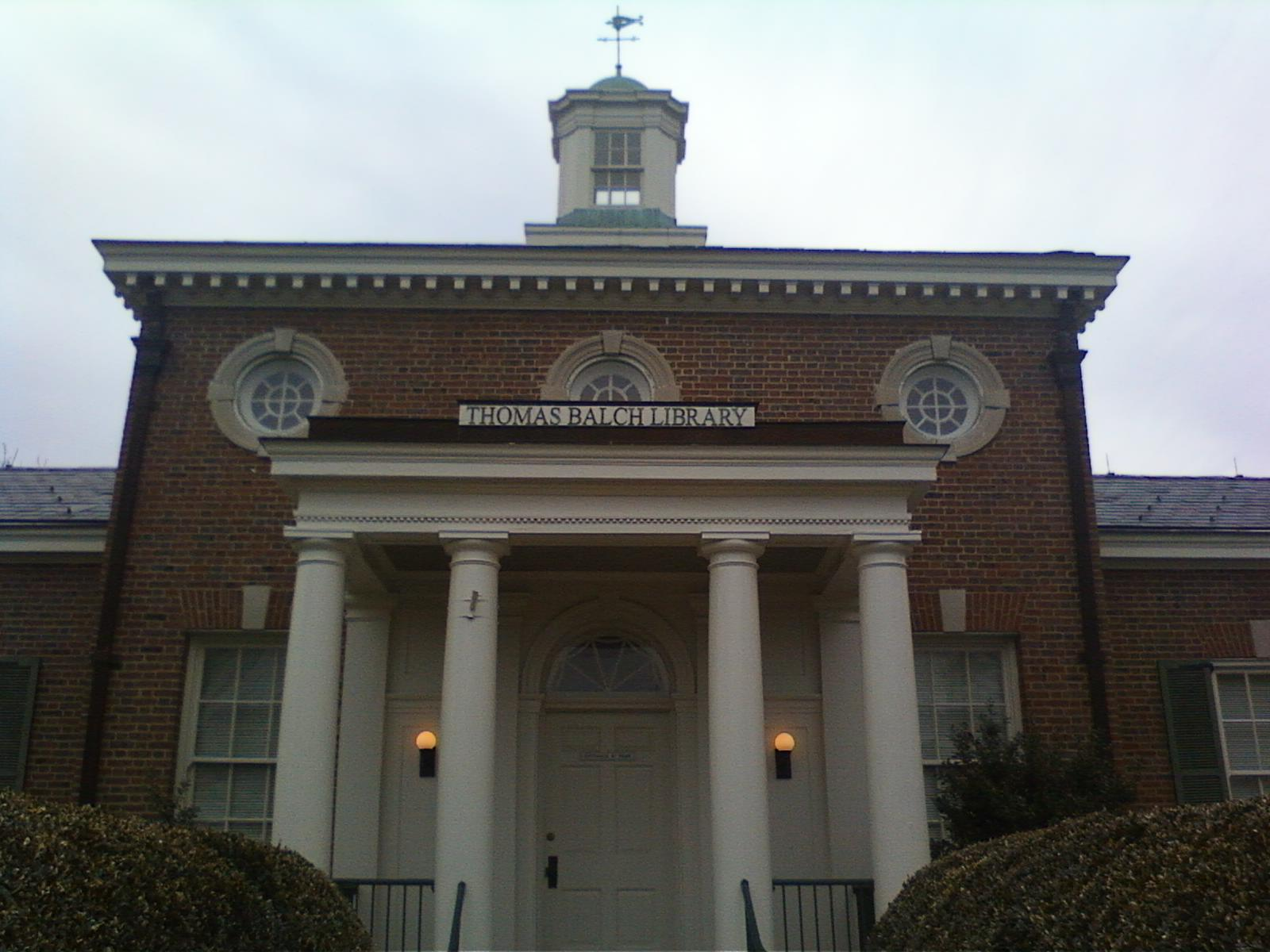
Thomas Balch Library.